# Без свідків
«Без свідків» (рос. «Без свидетелей») — радянський фільм Микити Михалкова за мотивами п'єси Софії Прокоф'євої «Бесіда без свідка». Вся дія відбувається в одній квартирі.

## Сюжет
Прийшовши одного разу до колишньої дружини, Він дізнається, що Вона збирається одружитися з його колегою, нині великим вченим, на якого Він колись написав анонімку.
Зі страху викриття Він вимагає, щоб Вона відмовилася від шлюбу. Головним його «козирем» стає його син, який не знає, що Вона не рідна мати. Заради спокою сина Вона згодна пожертвувати особистим щастям…

## У ролях
- Ірина Купченко —  Вона
- Михайло Ульянов —  Він
- Едуард Артем'єв —  Диригент

## Знімальна група
- Автори сценарію:  Микита Михалков,  Софія Прокоф'єва, Раміз Фаталієв
- Режисер-постановник:  Микита Михалков
- Оператор-постановник:  Павло Лебешев
- Художники-постановники:  Олександр Адабашьян, Ігор Макаров,  Олександр Самулекін
- Композитор:  Едуард Артем'єв